# Juan III de Baviera
Juan III el Despiadado, duque de Baviera-Straubing (1374-1425), de la Casa de Wittelsbach, fue primero obispo de Lieja en el período 1389-1418 y después duque de Baviera-Straubing y conde de Holanda y Henao en 1418-1425. 

## Biografía

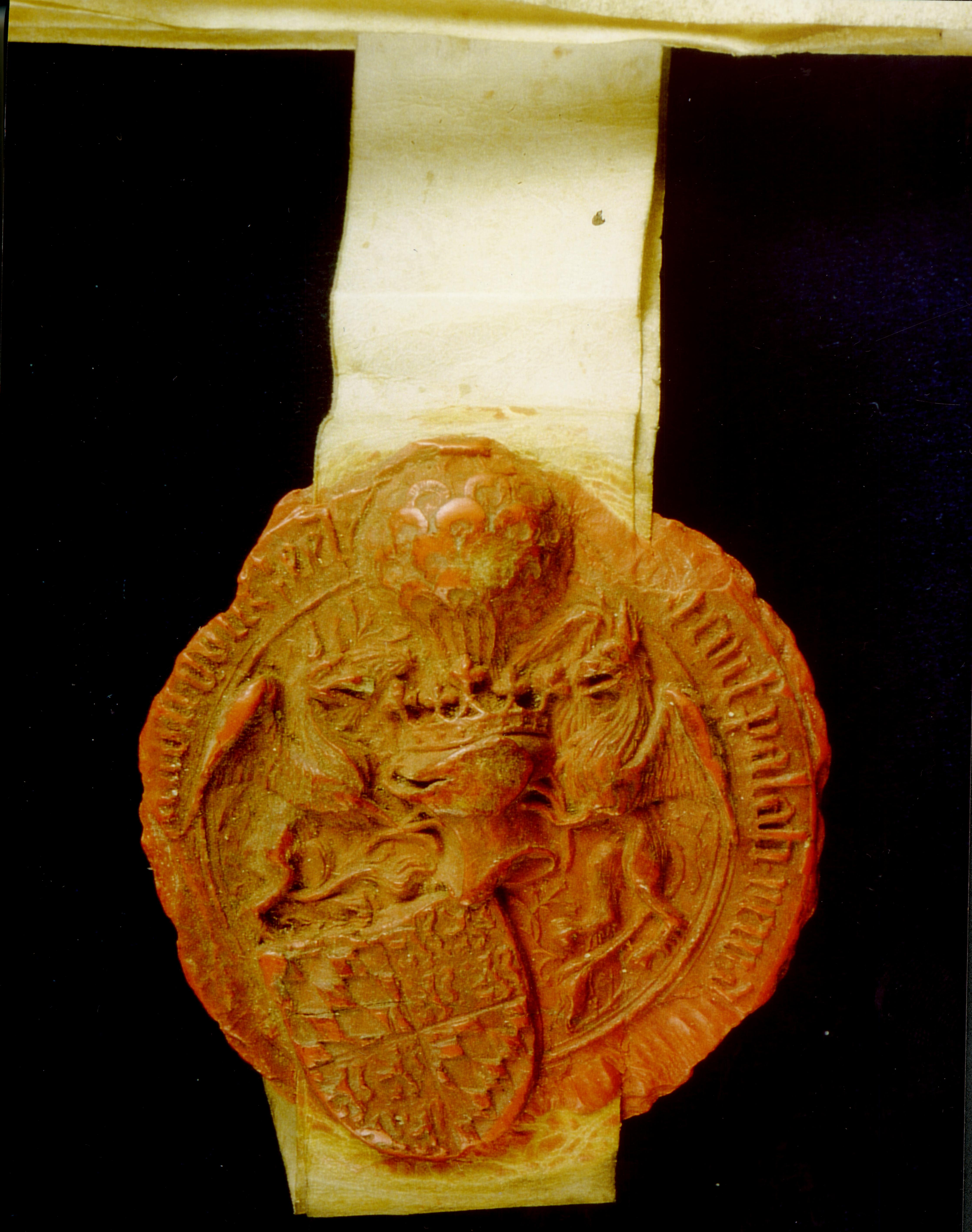
Sello de Juan III

Juan nació en Le Quesnoy. Era el hijo más joven del duque Alberto I de Baviera y Margarita de Brieg. Su hermano mayor fue Guillermo II de Baviera, quien sucedió a su padre como conde de Holanda, Zelanda y Henao en 1404. Su hermana fue Margarita de Baviera, quien se casó en 1385 con Juan Sin Miedo, duque de Borgoña.
Al ser el hijo menor de tres, Juan fue destinado a una carrera eclesiástica. A los 15 años de edad, se convirtió en príncipe-obispo de Lieja, con el apoyo del papa Bonifacio IX. El gobierno de Juan fue un desastre. Su estilo autoritario chocó con los nobles y burgueses del principado-obispado. Fue expulsado en varias ocasiones e incluso vio que eligieron a un contra-obispo. Juan se volvió, en busca de ayuda, hacia su hermano y su cuñado.
En 1408 un ejército borgoñón liderado por su cuñado Juan Sin Miedo fue el ayuda de Juan III contra los ciudadanos de Lieja, quienes estaban en abierta revuelta. En el campo de Othée, el 12 de septiembre de 1408, los hombres de Lieja fueron derrotados decisivamente, y la influencia borgoñona se extendió a la ciudad y el obispado de Lieja. Los posteriores ejecuciones de los líderes insurgentes le valieron a Juan el apodo de "el Despiadado".
Cuando murió su hermano en 1417 y le sucedió su hija, Jacqueline como condesa de Holanda y duquesa de Baviera-Straubing, Juan el Despiadado rechazó las órdenes sagradas y entregó el obispado. En 1418, Juan III se casó con Isabel, duquesa de Luxemburgo, quien era entonces la viuda de Antonio, duque de Brabante. No tuvo hijos de este matrimonio.

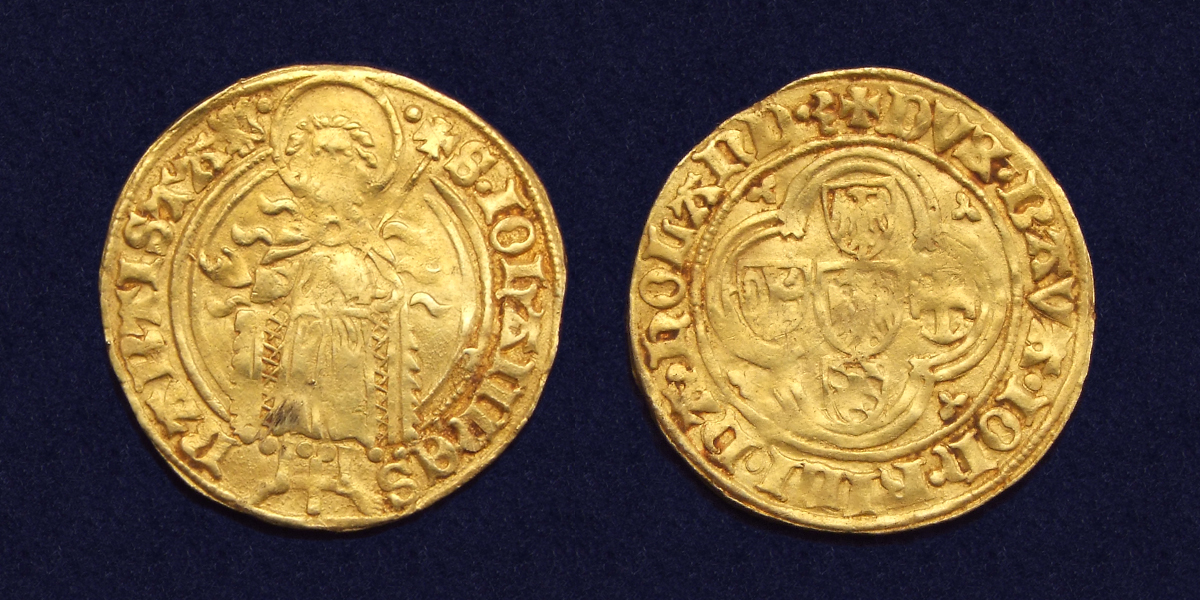
Holanda, florín de oro o 'Beiersgulden' con San Juan Bautista, acuñada en 1421-1422 por Juan de Baviera.

Con la ayuda del emperador Segismundo, que era tío de su mujer, Juan III inmediatamente empezó una guerra civil contra su sobrina Jacqueline y el esposo de ésta, el duque Juan IV de Brabante. Juan el Despiadado apoyó a la ciudad de Dordrecht y el duque Felipe el Bueno de Borgoña. Un asedio a Dordrecht en 1419 fue infructuoso, de manera que Juan IV de Brabante estuvo de acuerdo en empezar una administración conjunta con Juan III. La propia Jacqueline como mujer, no tuvo parte en la responsabilidad política. Juan IV de brabante finalmente entregó Holanda y Henao y abandonó el gobierno a Juan el Despiadado.
Su sobrina Jacqueline fue a Inglaterra en 1421 y se casó con el hermano del rey, el duque Hunfredo de Gloucester. Fue incapaz de conservar el control sobre Holanda y Henao durante mucho tiempo después de la muerte de Juan. Baviera-Straubing se dividió entre los duques de Baviera, la mayor porción fue a Baviera-Múnich. 
Juan el Despiadado fue conocido por la rica cultura de su corte; Jan van Eyck estuvo entre los artistas que contrató, desde al menos 1422 hasta 1424.
Juan el Despiadado murió envenenado en 1425 en La Haya. Su mariscal de corte, Jan van Vliet había -supuestamente- envenenado las páginas del libro de oraciones ducal, y había sido ejecutado en 1424.

## Antepasados
|  |                                               |  |  |  |  |  |  |  |  |  |  |  |  |  |  |  |
|  | 16. Otón II, duque de Baviera                 |  |  |  |  |  |  |  |  |  |  |  |  |  |  |  |
|  |                                               |  |  |  |  |  |  |  |  |  |  |  |  |  |  |  |
|  |                                               |  |  |  |  |  |  |  |  |  |  |  |  |  |  |  |
|  | 8. Luis II, duque de Baviera                  |  |  |  |  |  |  |  |  |  |  |  |  |  |  |  |
|  |                                               |  |  |  |  |  |  |  |  |  |  |  |  |  |  |  |
|  |                                               |  |  |  |  |  |  |  |  |  |  |  |  |  |  |  |
|  | 17. Inés del Palatinado                       |  |  |  |  |  |  |  |  |  |  |  |  |  |  |  |
|  |                                               |  |  |  |  |  |  |  |  |  |  |  |  |  |  |  |
|  |                                               |  |  |  |  |  |  |  |  |  |  |  |  |  |  |  |
|  | 4. Luis IV del Sacro Imperio Romano Germánico |  |  |  |  |  |  |  |  |  |  |  |  |  |  |  |
|  |                                               |  |  |  |  |  |  |  |  |  |  |  |  |  |  |  |
|  |                                               |  |  |  |  |  |  |  |  |  |  |  |  |  |  |  |
|  | 18. Rodolfo I de Alemania                     |  |  |  |  |  |  |  |  |  |  |  |  |  |  |  |
|  |                                               |  |  |  |  |  |  |  |  |  |  |  |  |  |  |  |
|  |                                               |  |  |  |  |  |  |  |  |  |  |  |  |  |  |  |
|  | 9. Matilde de Habsburgo                       |  |  |  |  |  |  |  |  |  |  |  |  |  |  |  |
|  |                                               |  |  |  |  |  |  |  |  |  |  |  |  |  |  |  |
|  |                                               |  |  |  |  |  |  |  |  |  |  |  |  |  |  |  |
|  | 19. Gertrudis de Hohenburg                    |  |  |  |  |  |  |  |  |  |  |  |  |  |  |  |
|  |                                               |  |  |  |  |  |  |  |  |  |  |  |  |  |  |  |
|  |                                               |  |  |  |  |  |  |  |  |  |  |  |  |  |  |  |
|  | 2. Alberto I, duque de Baviera                |  |  |  |  |  |  |  |  |  |  |  |  |  |  |  |
|  |                                               |  |  |  |  |  |  |  |  |  |  |  |  |  |  |  |
|  |                                               |  |  |  |  |  |  |  |  |  |  |  |  |  |  |  |
|  | 20. Juan II, conde de Henao                   |  |  |  |  |  |  |  |  |  |  |  |  |  |  |  |
|  |                                               |  |  |  |  |  |  |  |  |  |  |  |  |  |  |  |
|  |                                               |  |  |  |  |  |  |  |  |  |  |  |  |  |  |  |
|  | 10. Guillermo I, conde de Henao               |  |  |  |  |  |  |  |  |  |  |  |  |  |  |  |
|  |                                               |  |  |  |  |  |  |  |  |  |  |  |  |  |  |  |
|  |                                               |  |  |  |  |  |  |  |  |  |  |  |  |  |  |  |
|  | 21. Felipa de Luxemburgo                      |  |  |  |  |  |  |  |  |  |  |  |  |  |  |  |
|  |                                               |  |  |  |  |  |  |  |  |  |  |  |  |  |  |  |
|  |                                               |  |  |  |  |  |  |  |  |  |  |  |  |  |  |  |
|  | 5. Margarita II, condesa de Henao             |  |  |  |  |  |  |  |  |  |  |  |  |  |  |  |
|  |                                               |  |  |  |  |  |  |  |  |  |  |  |  |  |  |  |
|  |                                               |  |  |  |  |  |  |  |  |  |  |  |  |  |  |  |
|  | 22. Carlos de Valois                          |  |  |  |  |  |  |  |  |  |  |  |  |  |  |  |
|  |                                               |  |  |  |  |  |  |  |  |  |  |  |  |  |  |  |
|  |                                               |  |  |  |  |  |  |  |  |  |  |  |  |  |  |  |
|  | 11. Juana de Valois                           |  |  |  |  |  |  |  |  |  |  |  |  |  |  |  |
|  |                                               |  |  |  |  |  |  |  |  |  |  |  |  |  |  |  |
|  |                                               |  |  |  |  |  |  |  |  |  |  |  |  |  |  |  |
|  | 23. Margarita, condesa de Anjou               |  |  |  |  |  |  |  |  |  |  |  |  |  |  |  |
|  |                                               |  |  |  |  |  |  |  |  |  |  |  |  |  |  |  |
|  |                                               |  |  |  |  |  |  |  |  |  |  |  |  |  |  |  |
|  | 1. Juan III, duque de Baviera                 |  |  |  |  |  |  |  |  |  |  |  |  |  |  |  |
|  |                                               |  |  |  |  |  |  |  |  |  |  |  |  |  |  |  |
|  |                                               |  |  |  |  |  |  |  |  |  |  |  |  |  |  |  |
|  | 24. Casimiro I de Polonia                     |  |  |  |  |  |  |  |  |  |  |  |  |  |  |  |
|  |                                               |  |  |  |  |  |  |  |  |  |  |  |  |  |  |  |
|  |                                               |  |  |  |  |  |  |  |  |  |  |  |  |  |  |  |
|  | 12. Boleslao III el Generoso                  |  |  |  |  |  |  |  |  |  |  |  |  |  |  |  |
|  |                                               |  |  |  |  |  |  |  |  |  |  |  |  |  |  |  |
|  |                                               |  |  |  |  |  |  |  |  |  |  |  |  |  |  |  |
|  | 25. María Dobroniega de Kiev                  |  |  |  |  |  |  |  |  |  |  |  |  |  |  |  |
|  |                                               |  |  |  |  |  |  |  |  |  |  |  |  |  |  |  |
|  |                                               |  |  |  |  |  |  |  |  |  |  |  |  |  |  |  |
|  | 6. Luis I el Hermoso                          |  |  |  |  |  |  |  |  |  |  |  |  |  |  |  |
|  |                                               |  |  |  |  |  |  |  |  |  |  |  |  |  |  |  |
|  |                                               |  |  |  |  |  |  |  |  |  |  |  |  |  |  |  |
|  | 26. Wenceslao II de Bohemia                   |  |  |  |  |  |  |  |  |  |  |  |  |  |  |  |
|  |                                               |  |  |  |  |  |  |  |  |  |  |  |  |  |  |  |
|  |                                               |  |  |  |  |  |  |  |  |  |  |  |  |  |  |  |
|  | 13. Margarita de Bohemia                      |  |  |  |  |  |  |  |  |  |  |  |  |  |  |  |
|  |                                               |  |  |  |  |  |  |  |  |  |  |  |  |  |  |  |
|  |                                               |  |  |  |  |  |  |  |  |  |  |  |  |  |  |  |
|  | 27. Judit de Habsburgo                        |  |  |  |  |  |  |  |  |  |  |  |  |  |  |  |
|  |                                               |  |  |  |  |  |  |  |  |  |  |  |  |  |  |  |
|  |                                               |  |  |  |  |  |  |  |  |  |  |  |  |  |  |  |
|  | 3. Margarita de Brieg                         |  |  |  |  |  |  |  |  |  |  |  |  |  |  |  |
|  |                                               |  |  |  |  |  |  |  |  |  |  |  |  |  |  |  |
|  |                                               |  |  |  |  |  |  |  |  |  |  |  |  |  |  |  |
|  | 28. Enrique III, duque de Głogów              |  |  |  |  |  |  |  |  |  |  |  |  |  |  |  |
|  |                                               |  |  |  |  |  |  |  |  |  |  |  |  |  |  |  |
|  |                                               |  |  |  |  |  |  |  |  |  |  |  |  |  |  |  |
|  | 14. Enrique IV el Leal                        |  |  |  |  |  |  |  |  |  |  |  |  |  |  |  |
|  |                                               |  |  |  |  |  |  |  |  |  |  |  |  |  |  |  |
|  |                                               |  |  |  |  |  |  |  |  |  |  |  |  |  |  |  |
|  | 29. Matilde de Brunswick-Luneburgo            |  |  |  |  |  |  |  |  |  |  |  |  |  |  |  |
|  |                                               |  |  |  |  |  |  |  |  |  |  |  |  |  |  |  |
|  |                                               |  |  |  |  |  |  |  |  |  |  |  |  |  |  |  |
|  | 7. Inés de Głogów                             |  |  |  |  |  |  |  |  |  |  |  |  |  |  |  |
|  |                                               |  |  |  |  |  |  |  |  |  |  |  |  |  |  |  |
|  |                                               |  |  |  |  |  |  |  |  |  |  |  |  |  |  |  |
|  | 30. Germán, margrave de Brandeburgo-Salzwedel |  |  |  |  |  |  |  |  |  |  |  |  |  |  |  |
|  |                                               |  |  |  |  |  |  |  |  |  |  |  |  |  |  |  |
|  |                                               |  |  |  |  |  |  |  |  |  |  |  |  |  |  |  |
|  | 15. Matilde de Brandeburgo                    |  |  |  |  |  |  |  |  |  |  |  |  |  |  |  |
|  |                                               |  |  |  |  |  |  |  |  |  |  |  |  |  |  |  |
|  |                                               |  |  |  |  |  |  |  |  |  |  |  |  |  |  |  |
|  | 31. Ana de Austria                            |  |  |  |  |  |  |  |  |  |  |  |  |  |  |  |
|  |                                               |  |  |  |  |  |  |  |  |  |  |  |  |  |  |  |
|  |                                               |  |  |  |  |  |  |  |  |  |  |  |  |  |  |  |

| Predecesor: Arnoldo de Hornes | Príncipe-obispo de Lieja como Juan VI 1389-1418    | Sucesor: Juan de Walenrode |
| Predecesor: Jacqueline        | Duque de Baviera-Straubing como Juan III 1417-1425 | Sucesor: Ernesto           |
| Predecesor: Jacqueline        | Conde de Holanda y Zelanda como Juan III 1417-1425 | Sucesor: Jacqueline        |
| Predecesor: Isabel I          | Duque de Luxemburgo 1418-1425 con Isabel I         | Sucesor: Isabel I          |